# كاني ميران (أرومية)
كاني ميران هي قرية في مقاطعة أرومية، إيران. عدد سكان هذه القرية هو 206 في سنة 2006.